# كولن نيكلسون
كولن نيكلسون (9 سبتمبر 1939 في نيوزيلندا - ) (بالإنجليزية: Colin Nicholson)‏ هو لاعب كريكت نيوزلندي.

## وصلات خارجية
- كولن نيكلسون على موقع إي آس بي آن كريك إنفو (الإنجليزية)